# 李元日
李元日（韓語：이원일，1979年12月12日—）是一名韓國的廚師，也是一名經常亮相於電視飲食節目的藝人，出生於首爾。

## 簡歷
2000年－2007年期間入讀菲律賓大學迪里曼分校的酒店、餐廳及機構管理學系，畢業後回韓國發展，曾經開設麵包店「Dear Bread」，現時於首爾龍山區漢南洞經營餐廳「李元日桌子」（이원일식탁）。
回韓後，李元日於廚師的身份，於各大電視台節目中亮相，其中以《打開雪櫃》、《Cook家代表》及《我要開動了》最廣為人認識，2020年4月，原本準備與未婚妻金宥真結婚，並共同出演MBC的真人騷《羡慕的話就輸了》，但此時卻爆出金宥真被指曾於紐西蘭留學時曾參與過校園暴力事件，事後金宥真於社交媒體公開道歉，並與李元日一併退出節目，後來金宥真於5月4日發現服藥過量被送醫，搶救後幸脫離生命危險，休養期間金宥真得到了李元日的照料，兩人婚期亦因而兩度延後。

## 出演節目
- 《Yes Chef（第1季）》（예스셰프 시즌1，2009，QTV（朝鲜语：QTV_(텔레비전_채널)））
- 《Cooking Korea》（쿡킹 코리아，2014，SBS）
- 《打開雪櫃》（냉장고를 부탁해，2014，JTBC）
- 《簡易便當》（날씬한 도시락，2015，SBS）
- 《Cook家代表》（쿡가대표，2016，JTBC）
- 《我要開動了》（#인생메뉴, 잘 먹겠습니다，2016，JTBC）
- 《守美的飯饌》（수미네 반찬，2018，tvN）
- 《食糧日記》（식량일기 닭볶음탕 편，2018，tvN）
- 《直播快樂樂透 6/45》（생방송 행복드림 로또 6/45，2019，MBC）
- 《新品上市 便利餐廳》（2019，KBS2）
- 《羡慕的話就輸了》（부러우면 지는거다，2020，MBC）
- 《廚師的迫降：客家廚房》（2024，Hakka TV）

## 外部連結
- 李元日的Facebook專頁
- 李元日的Instagram帳戶